# Johannes Wolburg

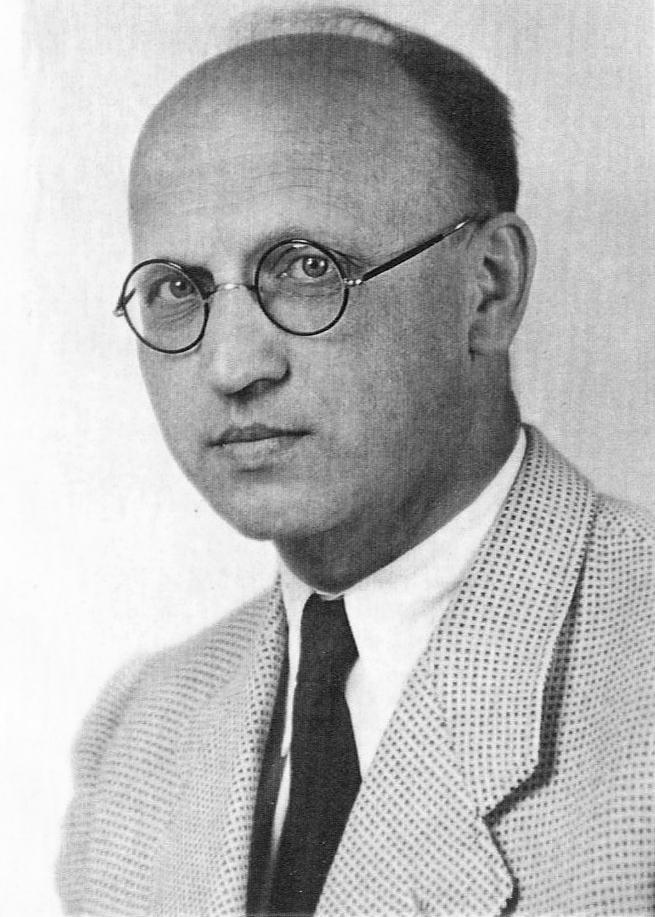
Johannes Wolburg, 1950

Johannes Wolburg (* 7. Februar 1905 in Reppen; † 13. Juli 1976) war ein deutscher Geologe und Paläontologe. Er war einer der frühen und wegweisenden Pioniere auf dem Gebiet der Mikropaläontologie.

## Leben

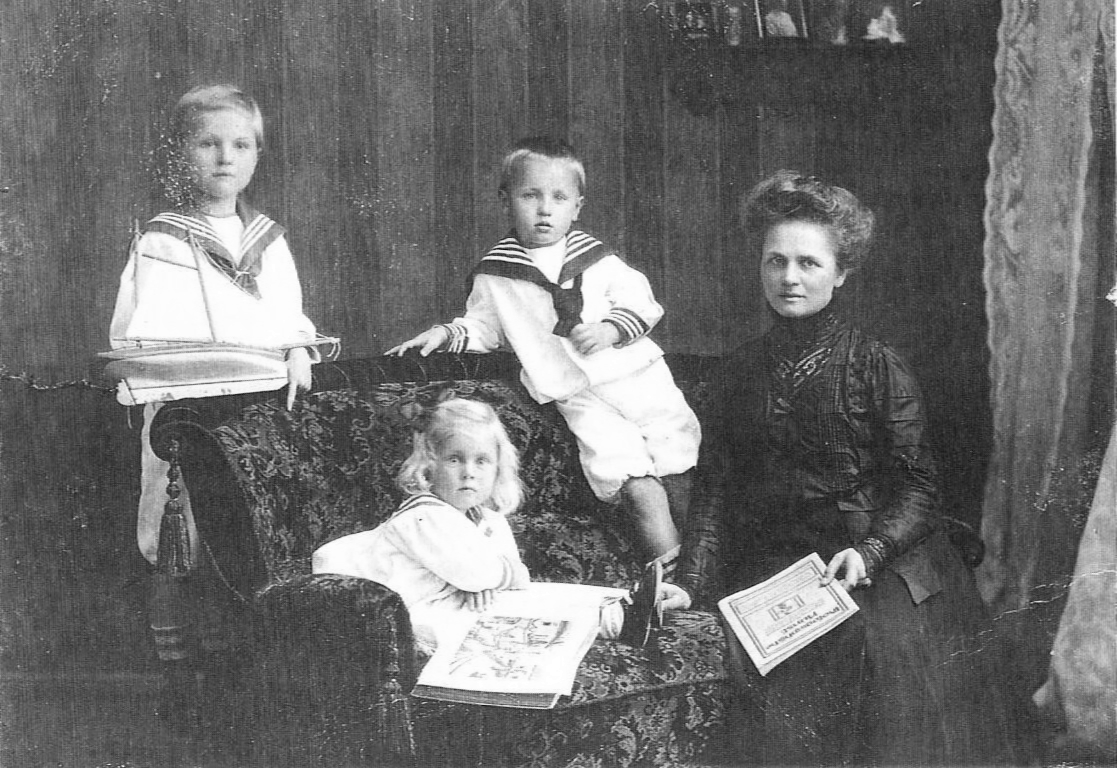
Familie Wolburg 1910

Johannes Wolburg wurde am 7. Februar 1905 in Reppen geboren. Nach der Schule und dem Studium war er Anfang der 1930er Jahre wissenschaftliche Hilfskraft am Geologisch-Paläontologischen Institut der Universität Göttingen. Als Doktorand der Geologie führte er in dieser Zeit Geländearbeiten im Gebiet der oberen Lenne durch, deren Ergebnisse er im Jahr 1933 als Inauguraldissertation unter dem Titel Das Devon im Gebiet der oberen Lenne in den Abhandlungen der Preußischen Geologischen Landesanstalt veröffentlichte.
Nach seiner Dissertation erhielt Wolburg zunächst keine Anstellung, weil er nicht Mitglied der NSDAP war. Erst 1937 wurde er als Assistent am Mineralogischen Institut der TH Hannover eingestellt. 1938 heiratete Wolburg und nahm im folgenden Jahr eine vorübergehende Stelle am Provinzialinstitut für Landesplanung in Hannover an. Seit 1941 war Wolburg als Erdölgeologe für die Gewerkschaft Elwerath (einem Vorläufer der heutigen BEB Erdgas und Erdöl GmbH) tätig, zunächst in Hannover, ab 1943 bis zu seiner Pensionierung im Jahre 1970 in Bentheim.
Nachdem er sich in den 1930er Jahren vorwiegend mit dem Devon des Rheinischen Schiefergebirges und seinem Fossilinhalt beschäftigt hatte, wandte er sich in den 1950er Jahren der Stratigraphie des deutschen Wealden zu, einem damals so benannten Zeitabschnitt der Unterkreide, der dem heutigen Berriasium entspricht. Er machte sich um die Erforschung der in Deutschland vorkommenden Gesteine dieses Zeitabschnittes verdient, so dass H. Walz in seinem Nachruf später davon sprach, der Name „Wolburg“ und der Begriff „Wealden“ seien untrennbar verbunden. Gegen Ende der 1950er weitete er sein Arbeitsgebiet auf die Geologie der deutschen Trias aus und veröffentlichte eine Reihe von zusammenfassenden Arbeiten über diesen Zeitabschnitt und dessen Gesteine in Norddeutschland.
Johannes Wolburg verstarb am 13. Juli 1976. Im Jahr 2000 wurde ihm zu Ehren eine Seelilienart aus der Familie der Hexacrinidae Arthroacantha wolburgi benannt.

## Wissenschaftliche Entdeckungen
Bei den Untersuchungen für seine Doktorarbeit im Jahre 1931 fand Wolburg acht neue Arten. Er entdeckte in den Schichten des Schmallenberger Schiefers einen gut erhaltenen Brachiopoden, den er nach dem Fundort Schmallenberg Leptostrophia schmallenbergensis benannte. Dieser Armfüßer kam im Gebiet der oberen Lenne in großer Menge vor, Wolburg nutzte ihn für dieses Gebiet als gutes Leitfossil. Ein besonderer Fund war auch die Entdeckung eines Seeigels mit einem Durchmesser von 8 cm, dem er den Namen Lepidocentrus lenneanus gab. Der Seeigel war das erste, nahezu vollständige Exemplar seiner Gattung, an dem fast alle Teile des Körpers erhalten waren. Die Originale der Fundstücke befinden sich in der Sammlung der Georg-August-Universität in Göttingen. Im Jahre 1937 fand Wolburg bei Untersuchungen im Mitteldevon der Eifel die Art Ammonicrinus doliiformis (Wolburg, 1937).

## Schriften
- Das Devon im Gebiet der oberen Lenne, Abh. Preuß. Geol. L.-A., Heft 151, Berlin, 1933
- Bau und Biologie von Ammonicrinus doliiformis n. sp., Jb. preuß. geol. Landesanstalt, 58 f.1937: 230–241, 5 Abb., Taf. 17–18, Berlin, 1937
- Zur Frage der Lebensweise der eingerollten Crinoiden, Zbl. Min. Geol. Paläont. 1938 (7): 254–261, 2 Abb.; 1938, Stuttgart
- Beitrag zum Problem der Macheri, Paläont.Z. 20 (1/4): 289–298, 4 Abb., Stuttgart, 1938
- mit Hermann Schmidt: Die stratigraphische Stellung des Purbeck in der südlichen Hilsmulde, Vandenhoeck & Ruprecht, Göttingen, 1949
- Ergebnisse der Biostratigraphie nach Ostracoden im nordwestdeutschen Wealden, Hannover, 1949
- Der Bentheimer Sattel im Rahmen der Geologie des Emslandes, Zeitschrift der Deutschen Gesellschaft für Geowissenschaften, Band 102, Heft 1. p. 147–148, 1950
- Schwellen und Becken- im Emsland-Tektogen mit einem paläogeographischen Abriß von Wealden und Unterkreide, Amt für Bodenforschung, Hannover, 1953
- Ein Querschnitt durch den Nordteil des Niederrheinischen Zechsteinbeckens, in Der niederrheinische und westfälische Zechstein und seine Beziehung zum englischen Zechstein (Beitrag Nr. 2), Geologisches Jahrbuch, Band 73, S. 7–38, Hannover, 1957
- Zur Frage der basalen Fazies des 2. Zechsteinzyklus im Innern des Niederrheinbeckens, S. 165–170, Sonderdrucke ausgegeben am 1. Oktober 1957, aus dem Geologisches Jahrbuch, Band 73, Veröffentlichungen des Amtes für Bodenforschung, Hannover
- Sedimentations-Zyklen und Stratigraphie des Buntsandsteins in NW-Deutschland, Geotektonische Forschungen, Heft 14, E. Schweizerbartsche Verlagsbuchhandlung, 1961.
- Die epirogenetischen Phasen der Muschelkalk- und Keuper-Entwicklung Nordwest-Deutschlands, mit einem Rückblick auf den Buntsandstein.- in: Zur epirogenen Geschichte des Saxonikums, Bd. 2, Schweizerbart Verlag, 1969.
- Beobachtungen über Frostbodenerscheinungen aus der letzten Eiszeit in Gronau/Westfalen, Zeitschrift der Deutschen Gesellschaft für Geowissenschaften, Band 128. p. 215–216, 1 fig., 1977
- mit Klaus-Dieter Meyer und Friedrich Schmidt: Geologische Karte von Niedersachsen, 1:25 000. Erläuterungen zu Blatt Salzbergen, Nr. 3610. 111 S., 5 Tab., 1 Taf., 3 Kt., NLfB, Hannover. (11), 1977
- Eine geologische Karte des Bentheimer Sattels – Ergebnis einer mikropaläontologischen Kartierung, Geologisches Jahrbuch, Reihe A. Heft 45, Schweizerbartsche Verlagsbuchhandlung, Stuttgart, 1978